# Província de Hohenzollern

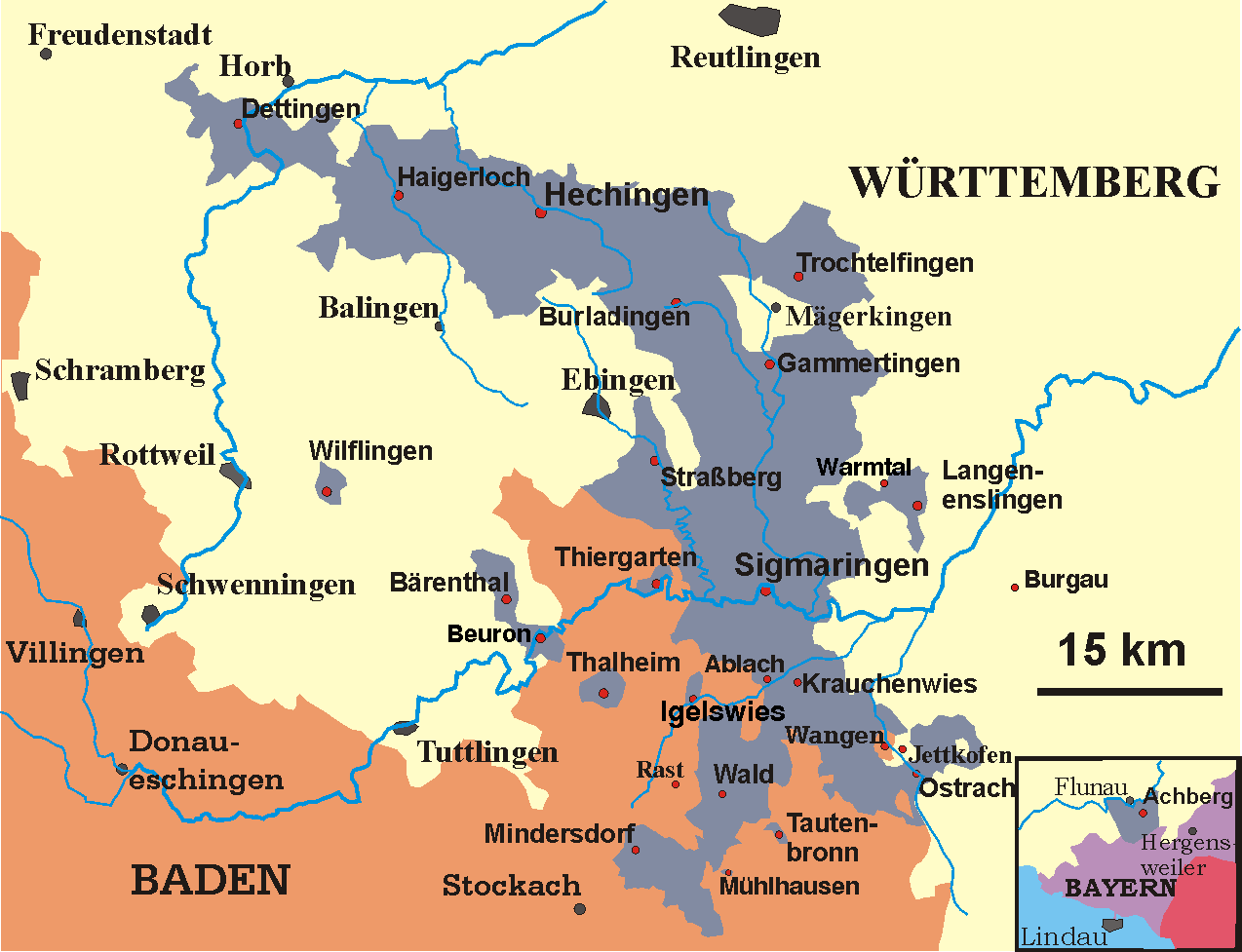
Mapa d'Hohenzollern de al 1930

La Província de Hohenzollern (en alemany Provinz Hohenzollern) o Terra de Hohenzollern (en alemany Hohenzollernsche Lande) va ser una província del regne de Prússia i de l'Estat Lliure de Prússia des del 1850 fins al 1946.

## Història
Va ser creada l'any 1850 amb la unió dels principats d'Hohenzollern-Sigmaringen i Hohenzollern-Hechingen després que les dues línies principesques governants i independents dels Hohenzollern van lliurar la seva sobirania a Prússia, governada per una altra branca dels Hohenzollern.
Hohenzollern consistia en un únic districte, el Regierungsbezirk de Sigmaringen. L'últim cens de 1939 va resultar en 74.000 habitants. La capital era Sigmaringen. Mentre Hohenzollern gaudia de tots els drets com una jove província de Prússia, incloent representació al parlament prussià, els seus assumptes militars eren governats per la província del Rin. El Regierungsbezirk Sigmaringen va ser subdividit en set Oberamtsbezirke, encara que només quatre d'ells romanien el 1925, quan van ser fusionats i redividits com dos nous Kreise.
El 1946, l'administració militar francesa la va convertir en part de l'estat de Württemberg-Hohenzollern. Actualment Hohenzollern forma part de l'estat federal alemany de Baden-Württemberg des de 1952.
Després de reformes regionals de 1973, les fronteres d'Hohenzollern van ser finalment eliminades, i la regió ara pertany als districtes de Sigmaringen i Zollernalbkreis, que també conté territori que prèviament no pertanyia a la província de Hohenzollern.